# Fiebre (novela)
Fiebre fue la primera novela del escritor venezolano Miguel Otero Silva, publicada por Editorial Elite en el año 1939.

## Reseña
El tema de la novela son las luchas estudiantiles de la Generación del 28 durante el gobierno de Juan Vicente Gómez. Otero tardó unos 10 años en terminarla y aun así se le considera una obra menor y juvenil. Empezando en 1971 Otero comenzó a trabajar en una edición revisada que es la que normalmente se consigue en librerías.
El libro fue llevado al cine por Alfredo Anzola en 1976.